# Peter Farrell
Peter Farrell (Dalkey, 16 agosto 1922 – Dalkey, 16 marzo 1999) è stato un allenatore di calcio e calciatore irlandese, di ruolo centrocampista.

## Carriera

### Giocatore

#### Club
Ha giocato con Shamrock Rovers, Everton, Tranmere Rovers e Sligo Rovers passando 16 anni della sua carriera assieme all'amico Tommy Eglington. Con la maglia dell'Everton, che preleva Farrell e Eglington per soli £ 10.000, totalizza 453 presenze e 17 reti tra il 1946 e il 1957.

#### Nazionale
Veste le divise della Nazionale irlandese (29 presenze e 3 gol) e della Nazionale nordirlandese (7 incontri).

### Allenatore
Inizia la carriera da allenatore al Tranmere Rovers (giocatore-allenatore) per poi passare allo Sligo Rovers, all'Holyhead Town, al Drogheda United, al TEK United e concludere la carriera al St. Patrick's Athletic.

## Palmarès

### Club

#### Competizioni nazionali
- FAI Cup: 2

Shamrock Rovers: 1945, 1946